# British Rail 12 sorozat
A British Rail 12 sorozat (korábban British Rail D3/13 sorozat) háromtengelyes dízel-villamos tolatómozdony-sorozat, melyet az Ashford Works gyártott 1949 és 1952 között, elsősorban London környéki tolatási feladatokra ellátására.

## Történet
Ez volt a Southern Railway második tolatómozdony-sorozata, melyet az English Electric „6KT” típusú, 350 hp (261 kW) névleges teljesítményű dízelmotorja köré építettek fel. Az első kísérleti mozdonytípust (BR-pályaszám: 15201–15203) Richard Maunsell, a Southern Railway gépészeti főmérnöke tervezte 1937-ben és később a D3/12 sorozatjelölést kapta. A 12-es sorozatú mozdonyok Oliver Bulleid továbbfejlesztése voltak Maunsell eredeti tervének, azonban lényegesen könnyebbek voltak. A mozdonyok Bulleid jellegzetes BFB-kerekeit viselték, és számos részletet átvettek a London, Midland and Scottish Railway által 1936 és 1939 között gyártott dízel-villamos tolatómozdonyoktól. A BR Ashford Worksben épültek 1949 és 1952 között, és a 15211–15236-os pályaszámokat kapták. Később a 12-es sorozatba osztották be őket, azonban egyetlen példány sem érte meg, hogy a 12-es sorozathoz tartozó TOPS-pályaszámot kapjon.

## Műszaki részletek
A sorozatba az English Electric „6KT” típusú hathengeres, négyütemű dízelmotorját, illetve kettő „EE506” típusú marokcsapágyas vontatómotort, és 17,5:1 arányú kettős áttételezésű hajtóművet építettek. A főgenerátor egy 490 kW teljesítményű English Electric „EE801/7D” karimára szerelt egycsapágyas típus.

## Alkalmazásuk
A mozdonyokat két dél-londoni rendező pályaudvaron, Norwood Junctionben és Hither Greenben való használatra tervezték, és hasznos élettartamuk nagy részében ott is maradtak.
Négy egységet (15230–15233) átmenő légfékkel szereltek fel a bournemouthi vonal 1966-os villamosítási programjához és a vasúti műhelyek ilyen berendezéssel ellátott tolatómozdonyok iránti igényeinek kielégítéshez. Ezek 1967-ben Bournemouthban állomásoztak, azonban 1968-ban Ashfordba állomásozták át őket, majd gyakran Doverben használták őket, ahol kontinentális kompkocsikat rendeztek, amíg a 08 és a 09 sorozatú mozdonyokat át nem alakították erre a rendszerre. A típus tagjait az ashfordi, brightoni és az eastleighi vasúti műveknél is alkalmazták üzemi tolatómozdonyokként.

## Állományból törlés és megőrzés
1968 és 1971 között a teljes sorozatot törölték a British Railways állományából, majd a legtöbb tagját nem sokkal később ócskavasként feldarabolták. Három mozdonyt azonban ipari felhasználásra eladtak, ezek közül kettőt később selejteztek. Az elsőt, a 15222-est egy dél-walesi kőbánya használta generátorként, miután a John Cashmore Ltd newporti roncstelepéről megvásárolta. A másodikat, a 15231-est a British Rail a grassingtoni székhelyű Tilling Construction építőipari vállalatnak adta el. A harmadikat, a 15224-est a British Rail a National Coal Boardnak adta el, hogy a kenti kőszénmezőn használják. A betteshangeri és snowdowni bányáknál használták, majd 1982-ben megőrizték. Ez a sorozat egyetlen fennmaradt példánya, ami azóta a Royal Tunbridge Wells-i székhelyű Spa Valley Railwaynél vár felújításra. A mozdony részletes felújítási és restaurálási terve kidolgozásban van; a mozdony teljes újrakábelezést igényel, mivel az eredeti kábelezés a kora miatt rossz állapotban van. A projekt 2024-ig finanszírozás hiányában nem kezdődött meg.
| Év   | Az év elején aktív egységek száma | Állományból törölt egységek száma | Pályaszám                        |
| ---- | --------------------------------- | --------------------------------- | -------------------------------- |
| 1968 | 26                                | 4                                 | 15213/15/34/36                   |
| 1969 | 22                                | 5                                 | 15216/23/26/28/33                |
| 1970 | 17                                | 3                                 | 15217–18/27                      |
| 1971 | 14                                | 14                                | 15211–12/14/19–22/24–25/29–32/35 |

## Fordítás
- Ez a szócikk részben vagy egészben  a   British Rail Class 12 című angol Wikipédia-szócikk ezen változatának fordításán alapul.  Az eredeti cikk szerkesztőit annak laptörténete sorolja fel. Ez a jelzés csupán a megfogalmazás eredetét és a szerzői jogokat jelzi, nem szolgál a cikkben szereplő információk forrásmegjelöléseként.